# Копальня Вілафрунс (Саллент)
Копальня Вілафрунс (Саллент) — гірничодобувний майданчик в Іспанії за півсотні кілометрів на північний захід від Барселони, який здійснював видобуток калійних солей. Також відомий як копальні «Енріке» та «Емеріка» (Emérica).

## «Енріке»
В 1929 році для робіт на ліцензійних ділянках «Енріке» та «Луїс» створили компанію Potasas Ibéricas, що перебувала під контролем французької Mines Domaniales de Potasse d’Alsace. Після завершеної в 1930-му кампанії розвідувального буріння узялись за будівництво копальні, яка видала першу продукцію в 1932-му. У підсумку «Енріке» отримала три шахти:
- шахта № 1, також відома як «Саллент», була почата спорудженням в 1931-му та досягнула глибини у 295 метрів;
- шахта № 2, також відома як «Луїс», була почата спорудженням в 1932-му за півсотні метрів від шахти № 1. Вона виконувала допоміжну функцію вентиляції та запасного виходу, проте в 1952 – 1953 роках була модернізована для підйому руди, при цьому стовбур поглибили до 315 метрів. Втім, «Луїс» була в повноцінній експлуатації не дуже довго – до 1965-го;
- шахта № 3, яка була почата спорудженням в 1963-му та введена в дію у 1965-му. Ця споруда мала глибину у 300 метрів.

## «Емеріка»
В 1925-му компанія з німецьким капіталом La Minera провела в околицях Бальсарені успішні бурові роботи на калійні солі. Споруджувати копальню «Емеріка» почали в 1934 році, проте на хід будівництва вплинули події Громадянської війни та Другої Світової війни. У підсумку підприємство конфіскували у попередніх власників та з 1945-го переменували на компанію Explotaciones Potásicas.
Запуск копальні в експлуатацію припав лише на 1948 рік, а повної потужності досягнули в 1952-му. Основним її елементом виступала шахта «Вілафрунс», що досягнула глибини у 530 метрів.
В 1960-му Explotaciones Potásicas продали великому виробнику добрив Unión Española de Explosivos (UEE, вела походження від заснованого Альфредом Нобелем заводу вибухівки у Більбао). 

## Об’єднана копальня
В 1970-му UEE об’єдналась з гірничодобувною Compañía Española de Minas de Río Tinto в нову компанію Explosivos Rio Tinto (ERT), яка контролювала обидві копальні. Для ведення тут робіт в 1972-му створили належну ERT компанію Potasas del Llobregat.
В 1972 – 1973 роках підземні виробітки «Енріке» та «Емеріки» сполучили під землею за допомогою двох галерей завдовжки 3 км, при цьому за новою схемою видачу продукції організували через «Енріке», тоді як шахта «Вілафрунс» виконувала допоміжну функцію. Наступна суттєва зміна в технології розробки припала вже на 1994 рік, коли рудник отримав транспортний ухил, по якому пересувалась техніка та відбувалось транспортування руди по конвеєру.
Ще наприкінці 1980-х унаслідок злиття ERT та SA Cros виник концерн Ercros, який невдовзі потрапив у скрутне фінансове становище. В подальшому він все-таки зміг відновити діяльність, проте втратив всі активи з виробництва добрив. Як наслідок, з 1991-го Potasas del Llobregat перейшла під контроль державної агенції INI. В 1998-му дочірня структура ізраїльської Israel Chemicals Ltd. (ICL) – компанія Iberpotash, придбала Potasas del Llobregat. В 2014-му Iberpotash перейменували на ICL Iberia Suria & Sallent.
В 2020-му ICL Iberia прийняла рішення про припинення роботи копальні Вілафрунс (хоча продовжує діяльність на іншій іспанській калійній копальні Кабанассес в місті Сурія).
Також можливо відзначити, що на кожну тонну видобутої калійної солі припадало дві тони хлориду натрію, які у підсумку утворили велике техногенне родовище Ель-Когулло.